# Michael Sokoloff
Michael Sokoloff  (hebräisch מיכאל סוקולוף) ist ein israelischer Semitist.

## Leben
Michael Sokoloff lehrte bis zu seiner Emeritierung als Professor für Hebräisch und semitische Sprachen an der Bar-Ilan-Universität in Ramat Gan bei Tel Aviv.
Sein Forschungsgebiet sind die aramäischen Sprachen, zu denen er zahlreiche Veröffentlichungen, Textausgaben und Lexika vorlegte. 2009 publizierte er eine überarbeitete und ergänzte Fassung von Carl Brockelmanns Lexicon Syriacum von 1928.
Als er beschloss, das Lexicon Syriacum zu bearbeiten, fand er heraus, dass sich von den 800 dort referenzierten Quellen in Israel nur 200 bis 300 aufzutreiben waren. Daher reiste er zu Forschungszwecken als Gastwissenschaftler an die Catholic University of America in Washington D.C., wo die benötigten Texte zur Verfügung standen. Seine Arbeit wurde von der Israel’s Basic Research Foundation unterstützt.
Michael Sokoloff nimmt an, dass Teile der Evangelien ursprünglich in Aramäisch geschrieben wurden, obwohl nur griechische Schriftzeugnisse überliefert worden sind.

## Veröffentlichungen (Auswahl)
- The Targum to Job from Qumran Cave XI. Bar Ilan University, Ramat Gan 1974.
- The Geniza Fragments of Bereshit Rabba. Edited on the Basis of Twelve Manuscripts and Palimpsests with an Introduction and Notes (= Publications of the Israel Academy of Sciences and Humanities. Section of Humantites). Ben-Zvi Printing, Jerusalem 1982.
- (Hrsg.): Arameans, Aramaic, and the Aramaic literary tradition. Bar Ilan University, Ramat Gan 1983, ISBN 965-226-038-X.
- A dictionary of Jewish Palestinian Aramaic of the Byzantine period (= Dictionaries of Talmud, Midrash and Targum Bd. 2). Bar Ilan University, Ramat Gan 1990, 2. Auflage 2002, ISBN 965-226-101-7.
- mit Christa Müller-Kessler: The Christian Palestinian Aramaic. New Testament Version from the Early Period Gospels. Styx Publications, Groningen 1998, ISBN 9056930184.
- mit Stephen A. Kaufman: A key-word-in-context concordance to Targum Neofiti. A guide to the complete Palestinian Aramaic text of the Torah. 1993, ISBN 0-8018-4707-9.
- A dictionary of Jewish Babylonian Aramaic of the Talmudic and Geonic periods (= Dictionaries of Talmud, Midrash and Targum Bd. 3). Bar Ilan University, Ramat Gan 2002, ISBN 0-8018-7233-2; ISBN 965-226-260-9.
- A Dictionary of Judean Aramaic. Bar Ilan University, Ramat Gan 2003, ISBN 965-226-261-7.
- A Syriac Lexicon. A Translation from the Latin, Correction, Expansion, and Update of C. Brockelmann’s Lexicon Syriacum. Eisenbrauns & Gorgias Press / Winona Lake, Indiana & Piscataway, New Jersey 2009, ISBN 978-1-57506-180-1 & ISBN 978-1-60724-620-6.
- A dictionary of Christian Palestinian Aramaic (= Orientalia Lovaniensia analecta 234). Peeters, Leuven 2014, ISBN 978-90-429-3183-1.
- Texts of various contents in Christian Palestinian Aramaic (= Orientalia Lovaniensia analecta 235). Peeters, Leuven 2014, ISBN 978-90-429-3184-8.